# George Heilmeier
George Heilmeier (Filadelfia, 22 maggio 1936 – Plano (Texas), 21 aprile 2014) è stato un ingegnere elettrotecnico statunitense, pioniere nello sviluppo dei display a cristalli liquidi e pertanto incluso nella statunitense National Inventors Hall of Fame.